# Rastelica
Rastelica (cyr. Растелица) – wieś w Serbii, w okręgu toplickim, w gminie Kuršumlija. W 2011 roku liczyła 3 mieszkańców.